# Aerenea periscelifera
Aerenea periscelifera är en skalbaggsart som beskrevs av Thomson 1868. Aerenea periscelifera ingår i släktet Aerenea och familjen långhorningar. Inga underarter finns listade i Catalogue of Life.